# هنري أوساوا تانر
هنري أوساوا تانر (21 يونيو 1859-25 مايو 1937)، فنان أمريكي وأول رسام أمريكي من أصل أفريقي يكتسب شهرة دولية. انتقل تانر إلى باريس، فرنسا عام 1891 للدراسة في أكاديمية جوليان واكتسب شهرة في الأوساط الفنية الفرنسية. في عام 1923، انتخبت الحكومة الفرنسية تانر ليكون حامل وسام جوقة الشرف.
بعد متابعة الفن بمفرده عندما كان شابًا، التحق تانر بأكاديمية بنسلفانيا للفنون الجميلة في فيلادلفيا عام 1879. كان الطالب الأفريقي الوحيد، وأصبح المفضل لدى الرسام توماس إيكنز، الذي كان قد بدأ مؤخرًا التدريس هناك. أقام تانر صلات أخرى بين الفنانين، بما في ذلك روبرت هنري.  في أواخر التسعينيات من القرن التاسع عشر، رعى رودمان واناميكر رحلة تانر إلى القدس بعد رؤية لوحات الفنان التي تتناول موضوعات توراتية.
تزوج تانر من جيسي ماكولي أولسن في 14 ديسمبر 1899 في لندن. ولد ابنهما جيسي أوساوا تانر في مدينة نيويورك في 25 سبتمبر 1903. جعلت العائلة من فرنسا موطنًا دائمًا لها، وقسمت الوقت بين باريس ومزرعة في نورماندي.

## النشأة
ولد هنري أوساوا تانر في بيتسبرغ بولاية بنسلفانيا، وهو الأول من بين تسعة أطفال. مات شقيقان له، بنيامين وهوراس، في طفولتهما. كانت إحدى شقيقاته، هالي تانر ديلون جونسون، أول امرأة تحصل على شهادة لممارسة الطب في ألاباما. أصبح والده بنيامين تاكر تانر (1835-1923) أسقفًا في الكنيسة الأسقفية الميثودية الأفريقية، وهي أول طائفة أفريقية مستقلة في الولايات المتحدة. تلقى تعليمه في كلية أفيري والمدرسة اللاهوتية الغربية في بيتسبرغ، وطوّر لنفسه مسيرة أدبية. بالإضافة إلى ذلك، كان ناشطًا سياسيًا يدعم إلغاء العبودية.
انتقلت العائلة من بيتسبرغ إلى فيلادلفيا عندما كان تانر صغيرًا. هناك أصبح والده صديقًا لفريدريك دوغلاس، وكان يدعمه أحيانًا، وينتقده أحيانًا. كان روبرت دوغلاس الابن، وهو فنان ناجح في فيلادلفيا، جارًا لعائلة تانر. عندما كان عمره 13 عامًا تقريبًا، رأى رسامًا للمناظر الطبيعية يعمل في حديقة فيرمونت، حيث كان يسير مع والده. وعندها قرر أنه يريد أن يكون رسامًا.

## تعليمه
على الرغم من رفض العديد من الفنانين قبول المتدرب الأمريكي الأفريقي، التحق تانر في عام 1879 بأكاديمية بنسلفانيا للفنون الجميلة في فيلادلفيا، ليصبح الطالب الأفريقي الوحيد. جاء قراره بالالتحاق بالمدرسة في وقت ركزت فيه أكاديميات الفنون بشكل متزايد على الدراسة اعتمادًا على النماذج الحية بدلًا من الجبس. كان توماس إيكنز، الأستاذ في أكاديمية بنسلفانيا، من أوائل الفنانين الأمريكيين الذين روجوا لمقاربات جديدة للتعليم الفني بما في ذلك زيادة الدراسة من النماذج الحية، ومناقشة علم التشريح في فصول لكل من الطلاب والطالبات، وتشريح الجثث لتدريس علم التشريح. كان لنهج إيكنز التقدمي في تعليم الفن تأثير عميق على تانر. كان الفنان الشاب أحد الطلاب المفضلين لدى إيكنز. بعد عقدين من مغادرة تانر للأكاديمية، رسم إيكنز صورته.
في الأكاديمية، أقام تانر صداقات مع فنانين ظل على اتصال بهم طوال حياته، وأبرزهم روبرت هنري، أحد مؤسسي مدرسة أشكان. خلال فترة قصيرة نسبيًا في الأكاديمية، طور تانر معرفة دقيقة بالتشريح والمهارة للتعبير عن فهمه لوزن وبنية الشكل البشري على القماش.
تعطلت دراسات تانر الفنية بسبب المرض، الذي أفصح عنه في نوفمبر 1881 وقيل إنه استمر في الصيف التالي، عندما أمضى تانر وقتًا في التعافي في جبال أديرونداك.

## قضايا العنصرية
على الرغم من أن تانر اكتسب الثقة كفنان وبدأ في بيع أعماله، إلا أنه واجه العنصرية أثناء عمله كفنان محترف في فيلادلفيا. في سيرته الذاتية، قصة حياة الفنان، وصف تانر عبء العنصرية:
كنت خجولًا للغاية وأشعر أنني غير مرغوب فيه، على الرغم من أنني في مكان كان لي فيه كل الحق في أن أكون، حتى بعد أشهر تسبب ذلك لي أحيانًا في الشعور بالألم لأسابيع. في كل مرة تخطر ببالي تلك الحوادث البغيضة، يتألم قلبي، وأتعرض من جديد للتعذيب بسبب ما عانيت منه، تقريبًا بقدر ما تعرضت له من ألم وقت الحادثة.

## الحياة في الخارج
على أمل كسب ما يكفي من المال للسفر إلى أوروبا، أدار تانر استوديو للتصوير الفوتوغرافي في أتلانتا في أواخر ثمانينيات القرن التاسع عشر. كان المشروع غير ناجح. خلال تلك الفترة، التقى تانر بالأسقف جوزيف كرين هارتزل، أحد أمناء كلية كلارك. أصبح هارتزل وزوجته أصدقاء تانر، وداعمين له، ونصحه هارتزل بوظيفة التدريس في الكلية. درّس تانر الرسم في كلية كلارك (الآن جامعة كلارك أتلانتا) لفترة قصيرة.
في عام 1891 سافر إلى باريس، فرنسا، للدراسة في أكاديمية جوليان. كما انضم إلى نادي طلاب الفن الأمريكي. كانت باريس ملاذًا لتانر؛ لكن داخل الأوساط الفنية الفرنسية، كان العرق مهمًا قليلًا. تأقلم تانر بسرعة مع الحياة الباريسية. هناك التقى بأثيرتون كيرتس الذي أصبح صديقًا وراعيًا لفنه.

## الزواج والعائلة
في عام 1899 تزوج من جيسي أولسون، مغنية الأوبرا السويدية الأمريكية. وُصفَت علاقتهما بأنها واحدة من المواهب المتساوية، لكن المواقف العنصرية أصرت على أن العلاقة غير متكافئة:
فان، هل سمعت من قبل عن ملكة جمال أولسون من بورتلاند؟ لديها صوت جميل أؤمن به وقد جاءت إلى باريس وتزوجت فنانًا ... إنه رجل موهوب بشكل رهيب لكنه أسود... تبدو كفتاة متعلمة جيدًا ولطيفة جدًا حقًا، لكن يجعلني أشعر بالمرض عندما أرى امرأة مثقفة تتزوج رجلًا كهذا. يقولون إنني لا أعرف عمله لكنه موهوب جدًا.
توفيت جيسي تانر في عام 1925، قبل زوجها بإثني عشر عامًا، حزن تانر بشدة على فراقها خلال العشرينيات من القرن الماضي. باع منزل العائلة حيث عاشوا سعداء للغاية معًا. جرى دفنهما بجانب بعضهما البعض في مقبرة (أو دو سين).

## السنوات اللاحقة
خلال الحرب العالمية الأولى، عمل تانر في قسم الإعلام بالصليب الأحمر، وخلال تلك الفترة قام أيضًا برسم صور من الخطوط الأمامية للحرب. كانت أعماله التي تصور القوات الأمريكية الأفريقية نادرة خلال الحرب. في عام 1923 جعلته الدولة الفرنسية يحمل لقب فارس من وسام جوقة الشرف لعمله كفنان.
التقى تانر مع زميله الفنان الأمريكي من أصل أفريقي بالمر هايدن في باريس حوالي عام 1927. وناقشا التقنية الفنية وقدم نصائح لهايدن بشأن التفاعل مع المجتمع الفرنسي.
بيعت العديد من لوحات تانر واشتراها جامع الفن في أتلانتا جيه جيه. هافيرتي، الذي أسس شركة هافيرتي للأثاث وكان له دور أساسي في إنشاء المتحف العالي للفنون.
توفي تانر بسلام في منزله في باريس، فرنسا، في 25 مايو 1937. دُفن في (أو دو سين)، وهي إحدى ضواحي باريس.

## المعارض
- 1972: فن هنري أوساوا تانر. غلين فولز، نيويورك: مجموعة هايد.
- 1972: المناظر الطبيعية الأمريكية في القرن التاسع عشر. نيويورك: متحف متروبوليتان للفنون.
- 1976: قرنان من الفن الأمريكي الأسود. متحف مقاطعة لوس أنجلوس للفنون.
- 1989: تراث أسلاف الفن الأسود: الدافع الأفريقي في الفن الأفريقي الأمريكي. متحف دالاس للفنون.[41]
- 1993: العودة الجديدة إلى المدينة البيضاء: الفن الأمريكي في المعرض العالمي لعام 1893.
- 2010: هنري أوساوا تانر ومعاصروه، مركز دي موين للفنون (ديسمبر-فبراير 2011).[42]
- 2012: هنري أوساوا تانر: مودرن سبيريت، أكاديمية بنسلفانيا للفنون الجميلة، فيلادلفيا (يناير-أبريل).[43]